# Balsièges
Balsièges est une commune française située dans le centre du département de la Lozère, en région Occitanie.
Exposée à un climat de montagne, elle est drainée par le Lot, le Bramont et par divers autres petits cours d'eau. Incluse dans les Cévennes, la commune possède un patrimoine naturel remarquable : deux sites Natura 2000 (les « falaises de Barjac et causse des Blanquets » et le « Valdonnez ») et trois zones naturelles d'intérêt écologique, faunistique et floristique.
Balsièges est une commune rurale qui compte 587 habitants en 2022, après avoir connu une forte hausse de la population depuis 1962. Elle fait partie de l'aire d'attraction de Mende. Ses habitants sont appelés les Balsiégeois ou Balsiégeoises.

## Géographie

### Situation géographique
La commune de Balsièges se situe dans la partie sud du Massif central, au centre du département de la Lozère, en région Occitanie.
Balsièges prend place dans la haute vallée du Lot, en zone de moyenne montagne, dans le pays du Gévaudan.
Le village se situe au niveau du Lot à 700m d'altitude sur un site de gué. Il est un carrefour entre différents causses aux versants abrupts la surplombant 900m plus haut. Ce sont au sud le causse de Sauveterre, au nord le causse de Changefège et à l'est le causse de Mende. Ces causses ont un couvert forestier essentiellement composé de  pins noirs.
Balsièges constitue par la D986 une porte d'entrée du site des causses et Cévennes, classé au patrimoine mondial par l'UNESCO sous l'inscription « Les Causses et les Cévennes, paysage culturel de l’agro-pastoralisme méditerranéen ». Elle relie la vallée du Lot avec le causse de Sauveterre, les Cévennes et le Gard.

### Communes limitrophes
Les communes limitrophes sont Mende, Saint-Bauzile, Chanac, Barjac et Gorges du Tarn Causses.
|        | Mende                  |               |
| Barjac | Balsièges              | Saint-Bauzile |
| Chanac | Gorges du Tarn Causses |               |

### Lieux-dits et écarts
L'Archette, la Bastide, Bec de Jeu, Bramonas, Changefège, le Choizal, la Farelle, Julhers, le Luxembourg, le Pont-Neuf, le Villaret.

### Hydrographie
Le Bramont s'écoule au sud du village avant de se jeter dans le Lot qui traverse la commune d'est en ouest.
Plusieurs ravins et vallats coulent le long des versants des causses et alimentent le Lot, comme le ravin du Choizal au sud ou le Vallat de l'arc à l'ouest.
Les causses quant à eux sont complètement arides, hormis l'aménagement de quelques lavognes, étant composés de roche calcaire perméable.

### Climat
Pour des articles plus généraux, voir Climat de l'Occitanie et Climat de la Lozère.
En 2010, le climat de la commune est de type climat des marges montargnardes, selon une étude s'appuyant sur une série de données couvrant la période 1971-2000. En 2020, Météo-France publie une typologie des climats de la France métropolitaine dans laquelle la commune est exposée à un climat de montagne ou de marges de montagne et est dans la région climatique Sud-est du Massif Central, caractérisée par une pluviométrie annuelle de 1 000 à 1 500 mm, minimale en été, maximale en automne.
Pour la période 1971-2000, la température annuelle moyenne est de 10 °C, avec une amplitude thermique annuelle de 16,5 °C. Le cumul annuel moyen de précipitations est de 1 011 mm, avec 9,8 jours de précipitations en janvier et 5,5 jours en juillet. Pour la période 1991-2020, la température moyenne annuelle observée sur la station météorologique la plus proche, située sur la commune de Mende à 5 km à vol d'oiseau, est de 10,7 °C et le cumul annuel moyen de précipitations est de 846,1 mm,. Pour l'avenir, les paramètres climatiques de la commune estimés pour 2050 selon différents scénarios d'émission de gaz à effet de serre sont consultables sur un site dédié publié par Météo-France en novembre 2022.

### Milieux naturels et biodiversité

#### Espaces protégés
La protection réglementaire est le mode d’intervention le plus fort pour préserver des espaces naturels remarquables et leur biodiversité associée,.
La commune fait partie de la zone de transition des Cévennes, un territoire d'une superficie de 116 032 ha reconnu réserve de biosphère par l'UNESCO en 1985 pour la mosaïque de milieux naturels qui la composent et qui abritent une biodiversité exceptionnelle, avec 2 400 espèces animales, 2 300 espèces de plantes à fleurs et de fougères, auxquelles s’ajoutent d’innombrables mousses, lichens, champignons,.

#### Réseau Natura 2000

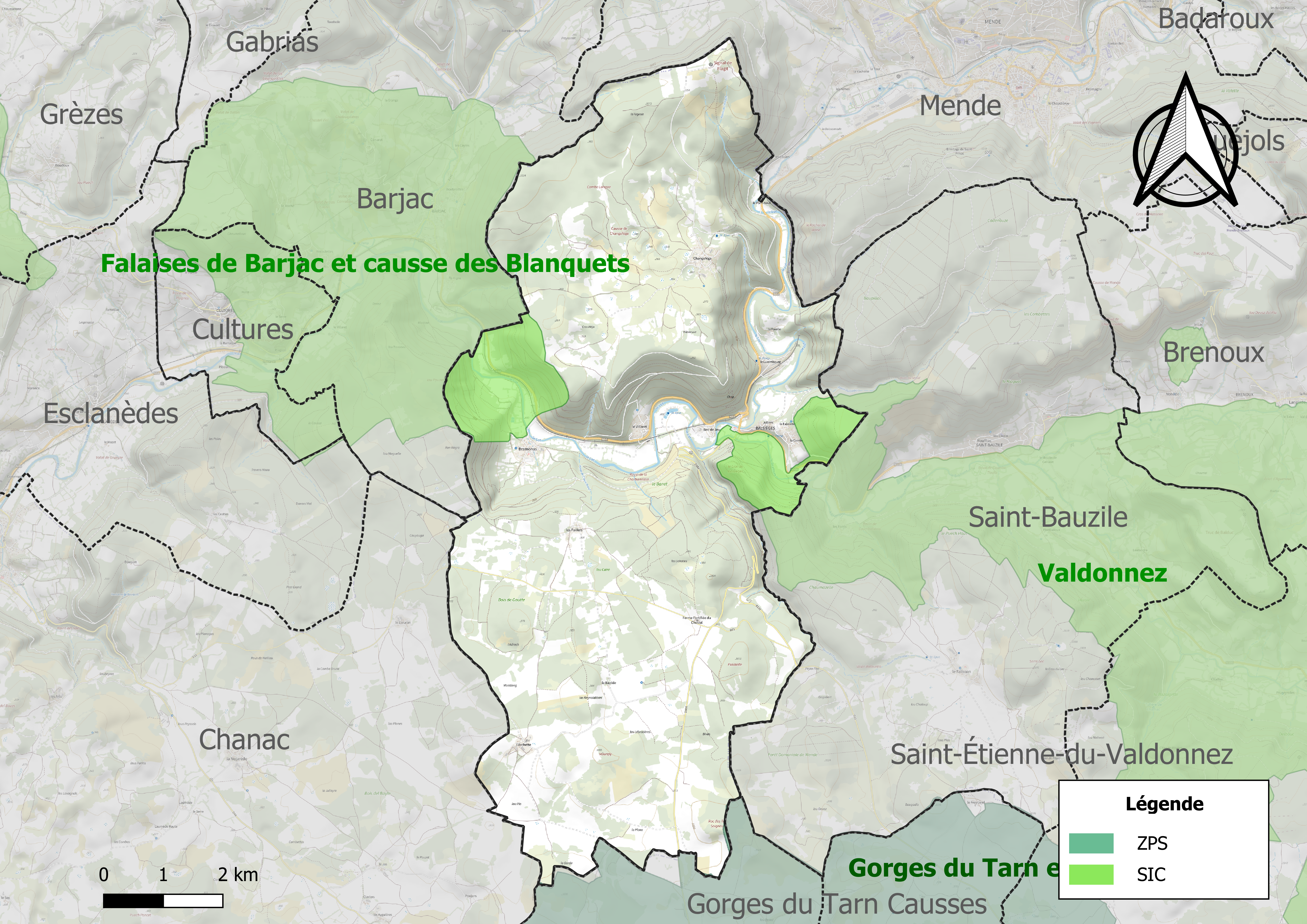
Sites Natura 2000 sur le territoire communal.

Le réseau Natura 2000 est un réseau écologique européen de sites naturels d'intérêt écologique élaboré à partir des directives habitats et oiseaux, constitué de zones spéciales de conservation (ZSC) et de zones de protection spéciale (ZPS).
Deux sites Natura 2000 ont été définis sur la commune au titre de la directive habitats :
- les « falaises de Barjac et causse des Blanquets », d'une superficie de 2 267 ha, constituant un biotope favorable pour de nombreuses espèces de chauve-souris de la directive habitats[14] ;
- le « Valdonnez », d'une superficie de 5 000 ha, présentant une grande diversité d'habitats naturels propices à la richesse de la faune et de la flore[15].

#### Zones naturelles d'intérêt écologique, faunistique et floristique
L’inventaire des zones naturelles d'intérêt écologique, faunistique et floristique (ZNIEFF) a pour objectif de réaliser une couverture des zones les plus intéressantes sur le plan écologique, essentiellement dans la perspective d’améliorer la connaissance du patrimoine naturel national et de fournir aux différents décideurs un outil d’aide à la prise en compte de l’environnement dans l’aménagement du territoire.
Une ZNIEFF de type 1 est recensée sur la commune :
la « vallée du Bramont en amont de Balsièges » (194 ha), couvrant 3 communes du département et deux ZNIEFF de type 2, :
- le « causse de Sauveterre » (19 759 ha), couvrant 11 communes du département[18] ;
- les « causses de Marvejols et de Mende » (18 190 ha), couvrant 24 communes du département[19].

Cartes des ZNIEFF de type 1 et 2 à Balsièges.
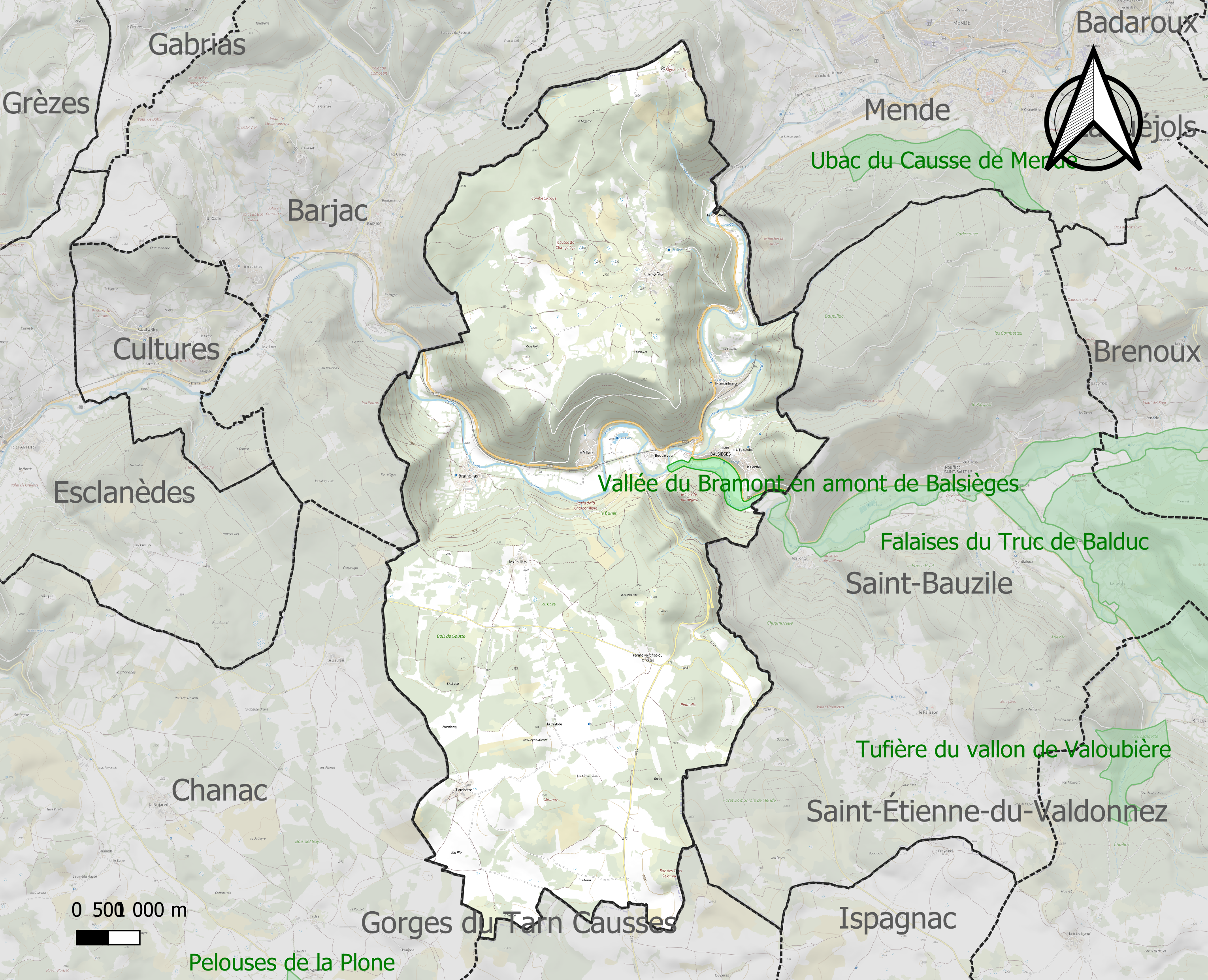
Carte de la ZNIEFF de type 1 sur la commune.
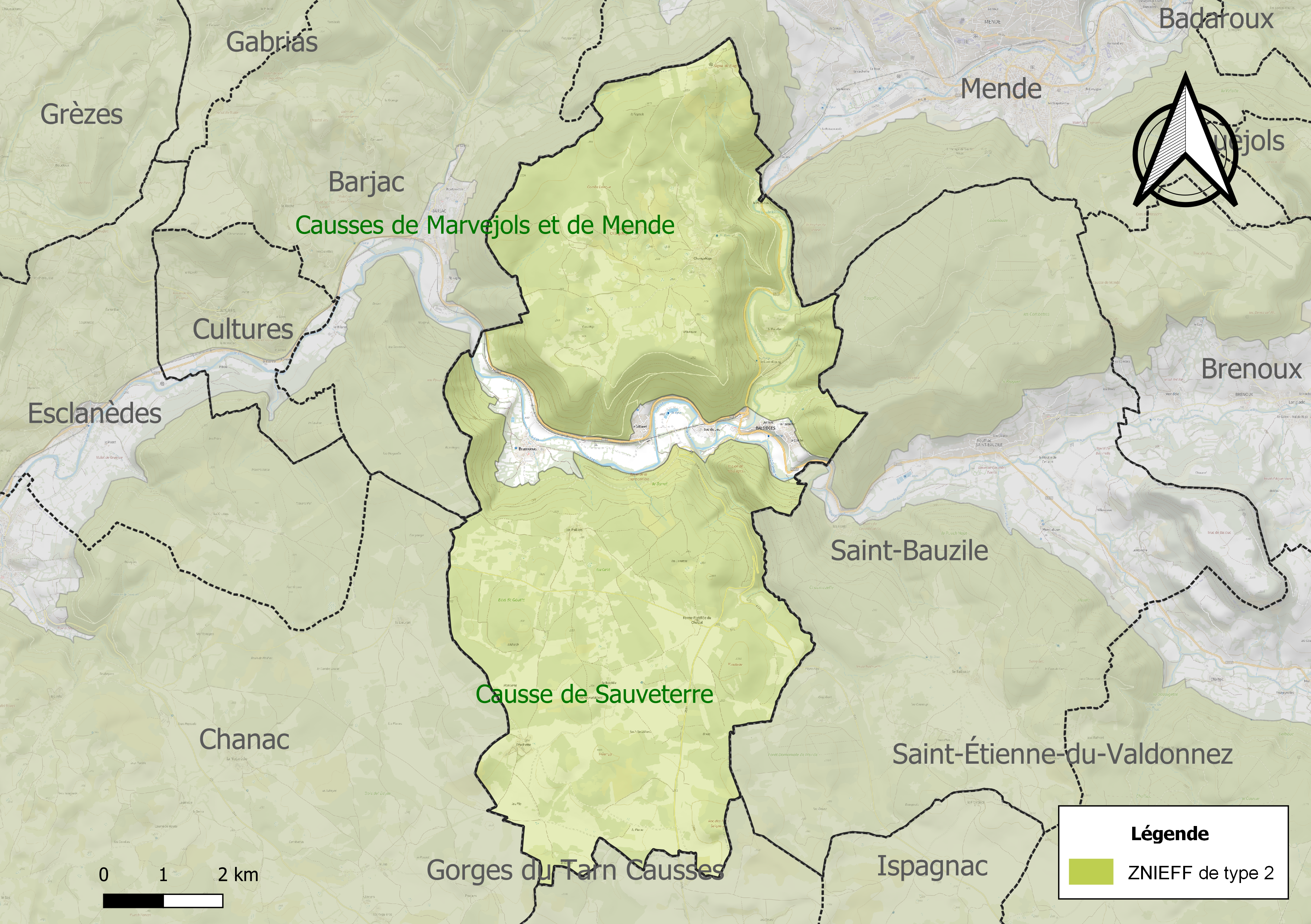
Carte des ZNIEFF de type 2 sur la commune.

## Urbanisme

### Typologie
Au 1er janvier 2024, Balsièges est catégorisée commune rurale à habitat dispersé, selon la nouvelle grille communale de densité à sept niveaux définie par l'Insee en 2022.
Elle est située hors unité urbaine. Par ailleurs la commune fait partie de l'aire d'attraction de Mende, dont elle est une commune de la couronne,. Cette aire, qui regroupe 31 communes, est catégorisée dans les aires de moins de 50 000 habitants,.

### Occupation des sols
L'occupation des sols de la commune, telle qu'elle ressort de la base de données européenne d’occupation biophysique des sols Corine Land Cover (CLC), est marquée par l'importance des forêts et milieux semi-naturels (67,6 % en 2018), en diminution par rapport à 1990 (76,7 %). La répartition détaillée en 2018 est la suivante :
forêts (49,6 %), zones agricoles hétérogènes (26 %), milieux à végétation arbustive et/ou herbacée (18,1 %), prairies (5,4 %), zones industrielles ou commerciales et réseaux de communication (1 %). L'évolution de l’occupation des sols de la commune et de ses infrastructures peut être observée sur les différentes représentations cartographiques du territoire : la carte de Cassini (XVIIIe siècle), la carte d'état-major (1820-1866) et les cartes ou photos aériennes de l'IGN pour la période actuelle (1950 à aujourd'hui).

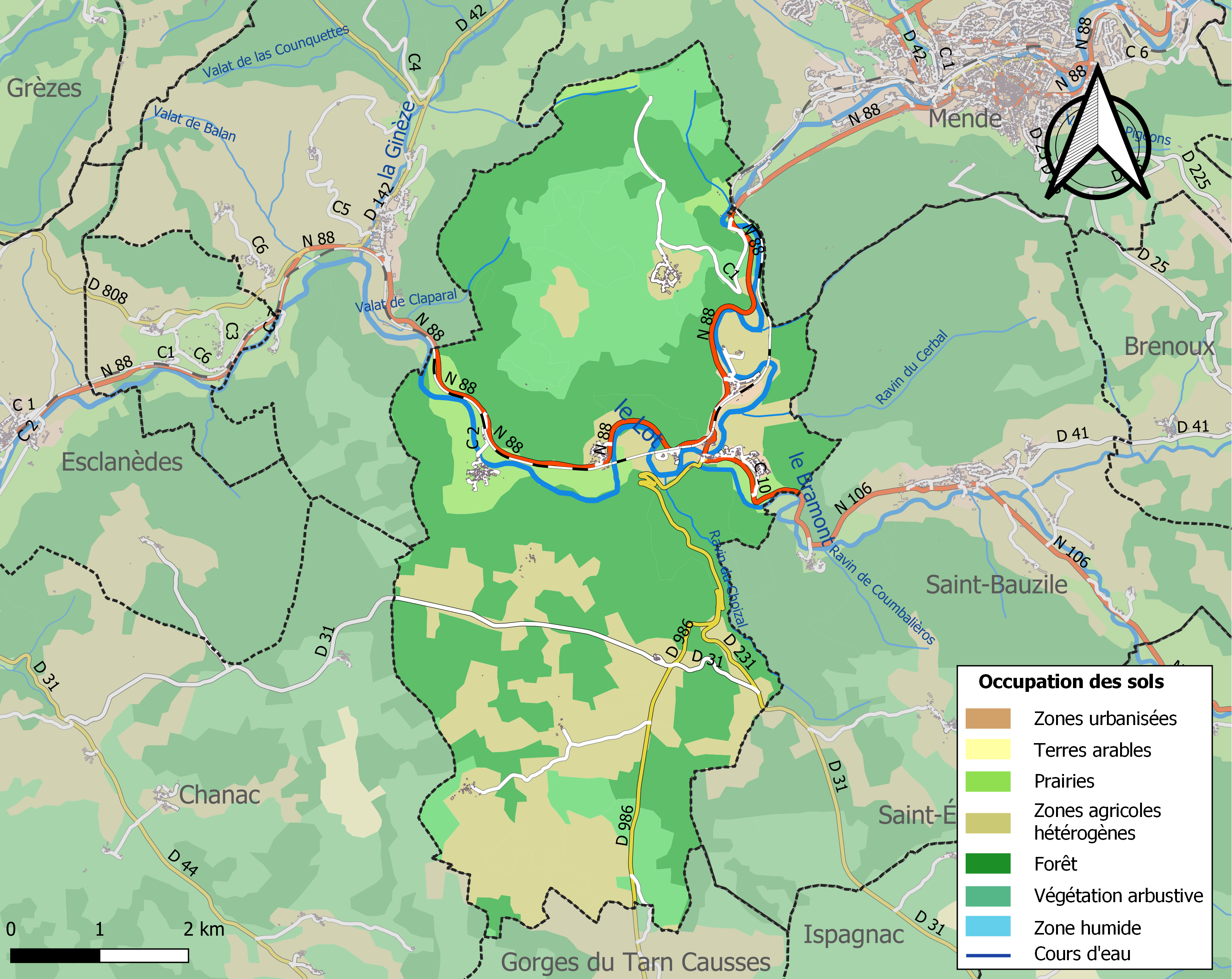
Carte des infrastructures et de l'occupation des sols de la commune en 2018 (CLC).

### Risques majeurs
Le territoire de la commune de Balsièges est vulnérable à différents aléas naturels : météorologiques (tempête, orage, neige, grand froid, canicule ou sécheresse), inondations, feux de forêts, mouvements de terrains et séisme (sismicité faible). Il est également exposé à un risque technologique, le transport de matières dangereuses. Un site publié par le BRGM permet d'évaluer simplement et rapidement les risques d'un bien localisé soit par son adresse soit par le numéro de sa parcelle.

#### Risques naturels
La commune fait partie du territoire à risques importants d'inondation (TRI) de Mende-Marvejols, regroupant 17 communes concernées par un risque de débordement du Lot et de la Colagne ainsi que de certains de leurs affluents, un des 18 TRI qui ont été arrêtés fin 2012 sur le bassin Adour-Garonne. Les événements antérieurs à 2014 les plus significatifs sont les crues du 5 novembre 1994, une crue cévenole de référence (3,95 m mesurés à Mende), et des 4 et 5 décembre 2003, une crue méditerranéenne (3,80 m mesurés à Mende). Des cartes des surfaces inondables ont été établies pour trois scénarios : fréquent (crue de temps de retour de 10 ans à 30 ans), moyen (temps de retour de 100 ans à 300 ans) et extrême (temps de retour de l'ordre de 1 000 ans, qui met en défaut tout système de protection). La commune a été reconnue en état de catastrophe naturelle au titre des dommages causés par les inondations et coulées de boue survenues en 1982, 1994 et 2003,.
Balsièges est exposée au risque de feu de forêt. Un plan départemental de protection des forêts contre les incendies (PDPFCI) a été approuvé en décembre 2014 pour la période 2014-2023. Les mesures individuelles de prévention contre les incendies sont précisées par divers arrêtés préfectoraux et s’appliquent dans les zones exposées aux incendies de forêt et à moins de 200 mètres de celles-ci. L’arrêté du 23 mars 2018, complété par un arrêté de 2020, réglemente l'emploi du feu en interdisant notamment d’apporter du feu, de fumer et de jeter des mégots de cigarette dans les espaces sensibles et sur les voies qui les traversent sous peine de sanctions. L'arrêté du 23 août 2021, abrogeant un arrêté de 2002, rend le débroussaillement obligatoire, incombant au propriétaire ou ayant droit,,.

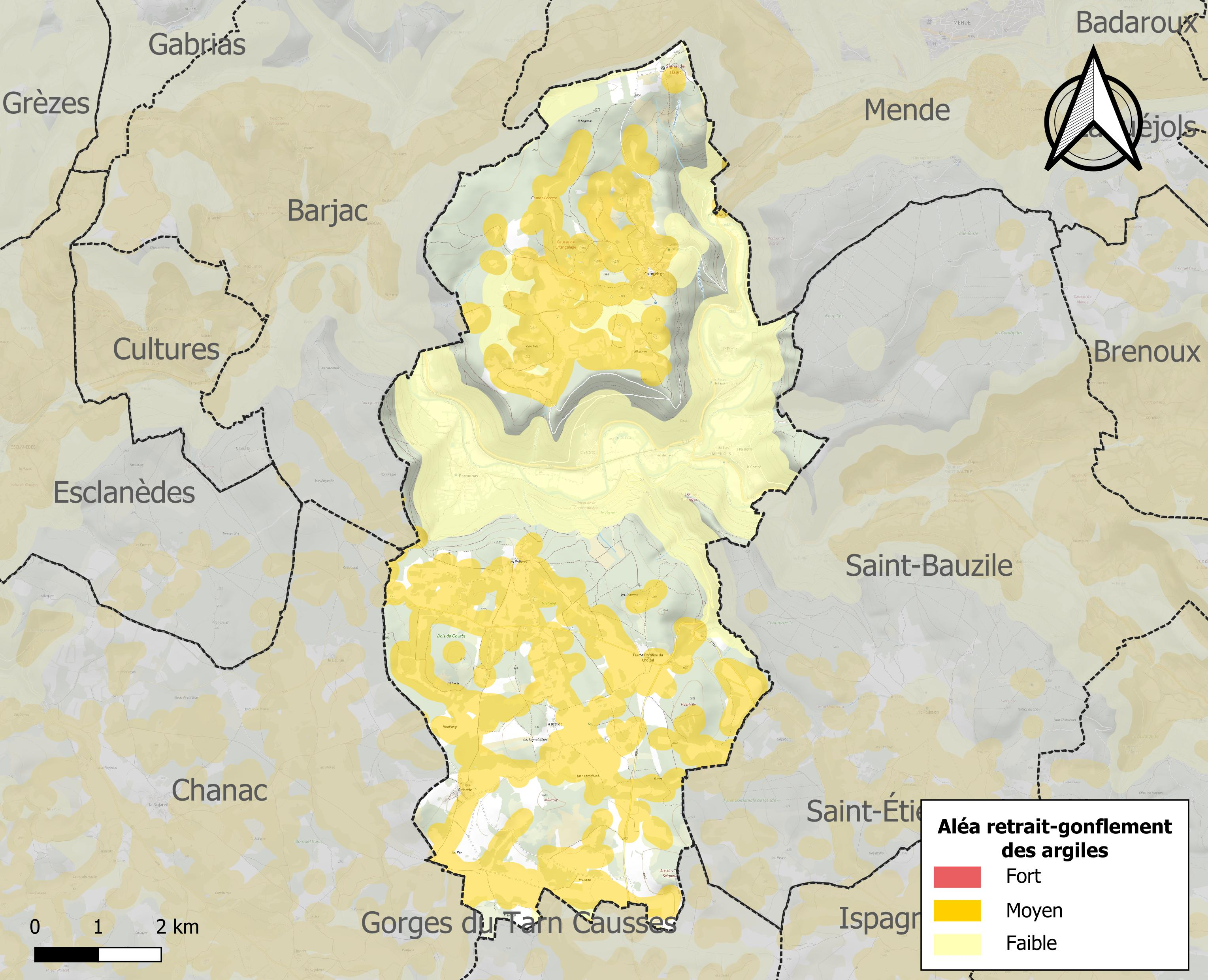
Carte des zones d'aléa retrait-gonflement des sols argileux de Balsièges.

Les mouvements de terrains susceptibles de se produire sur la commune sont des éboulements, chutes de pierres et de blocs.
Le retrait-gonflement des sols argileux est susceptible d'engendrer des dommages importants aux bâtiments en cas d’alternance de périodes de sécheresse et de pluie. 37,6 % de la superficie communale est en aléa moyen ou fort (15,8 % au niveau départemental et 48,5 % au niveau national). Sur les 299 bâtiments dénombrés sur la commune en 2019, 59 sont en aléa moyen ou fort, soit 20 %, à comparer aux 14 % au niveau départemental et 54 % au niveau national. Une cartographie de l'exposition du territoire national au retrait gonflement des sols argileux est disponible sur le site du BRGM,.
Par ailleurs, afin de mieux appréhender le risque d’affaissement de terrain, l'inventaire national des cavités souterraines permet de localiser celles situées sur la commune.

#### Risques technologiques
Le risque de transport de matières dangereuses sur la commune est lié à sa traversée par des infrastructures routières ou ferroviaires importantes ou la présence d'une canalisation de transport d'hydrocarbures. Un accident se produisant sur de telles infrastructures est susceptible d’avoir des effets graves sur les biens, les personnes ou l'environnement, selon la nature du matériau transporté. Des dispositions d’urbanisme peuvent être préconisées en conséquence.

## Histoire

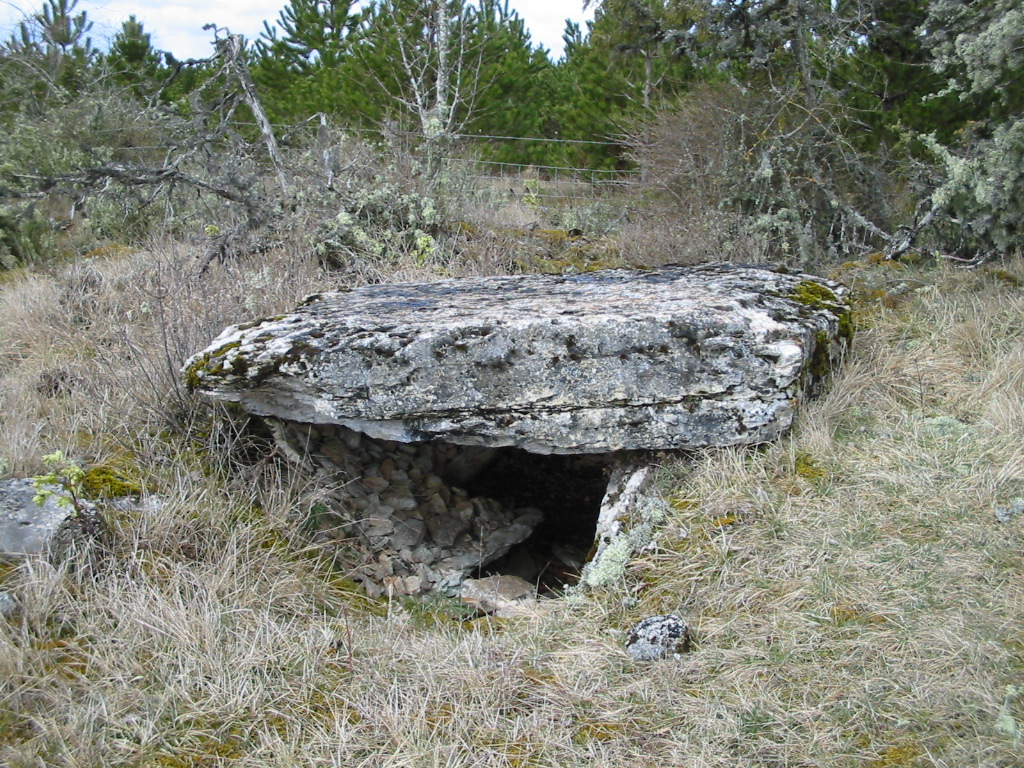
Le dolmen de Bramonas

Ce territoire est habité depuis le Néolithique. En effet, la présence de plusieurs dolmens comme le dolmen de Bramonas ou le dolmen de Changefège (entre 3 500 et 2 000 avant J.-C) ou encore des tombeaux couverts de tuiles près du moulin de Balsièges témoignent de ce peuplement ancien. Selon des fouilles archéologiques menées en 1979, la chapelle de "San Chaousou" au nord du village de Balsièges est installée dans une cavité troglodytique occupée par l'homme depuis au moins 2500 avant J-C.
Ce peuplement perdure puisque des traces d'habitations gallo-romaines ont été découvertes à 1200 mètres de la ferme du Choizal sur le causse de Sauveterre.
Le développement du village de Balsièges s'accélère durant la période médiévale. Cette seigneurie appartient aux évêques de Mende, ainsi l'évêque de Mende Odilon Mercœur y fait ériger un château en 1260. Celui-ci devient la résidence d'été des évêques de Mende, comtes en Gévaudan en lieu et place du castrum de Badaroux, tout en verrouillant l'entrée de Mende par la vallée du Lot. C'est l'une de leurs résidences principales avec le palais épiscopal de Mende et le château de Chanac. Un inventaire de la fin du XIVe siècle mentionne que le château comporte un corps de logis avec 16 pièces dont une chapelle, une cour et une enceinte.

Odilon de Mercœur fait aussi édifier une petite forteresse à l'ouest de Balsièges, à Bramonas, sur une terre de la rive gauche du Lot achetée au baron de Cénaret en 1252. Sa dernière mention remonte au XVIe siècle.

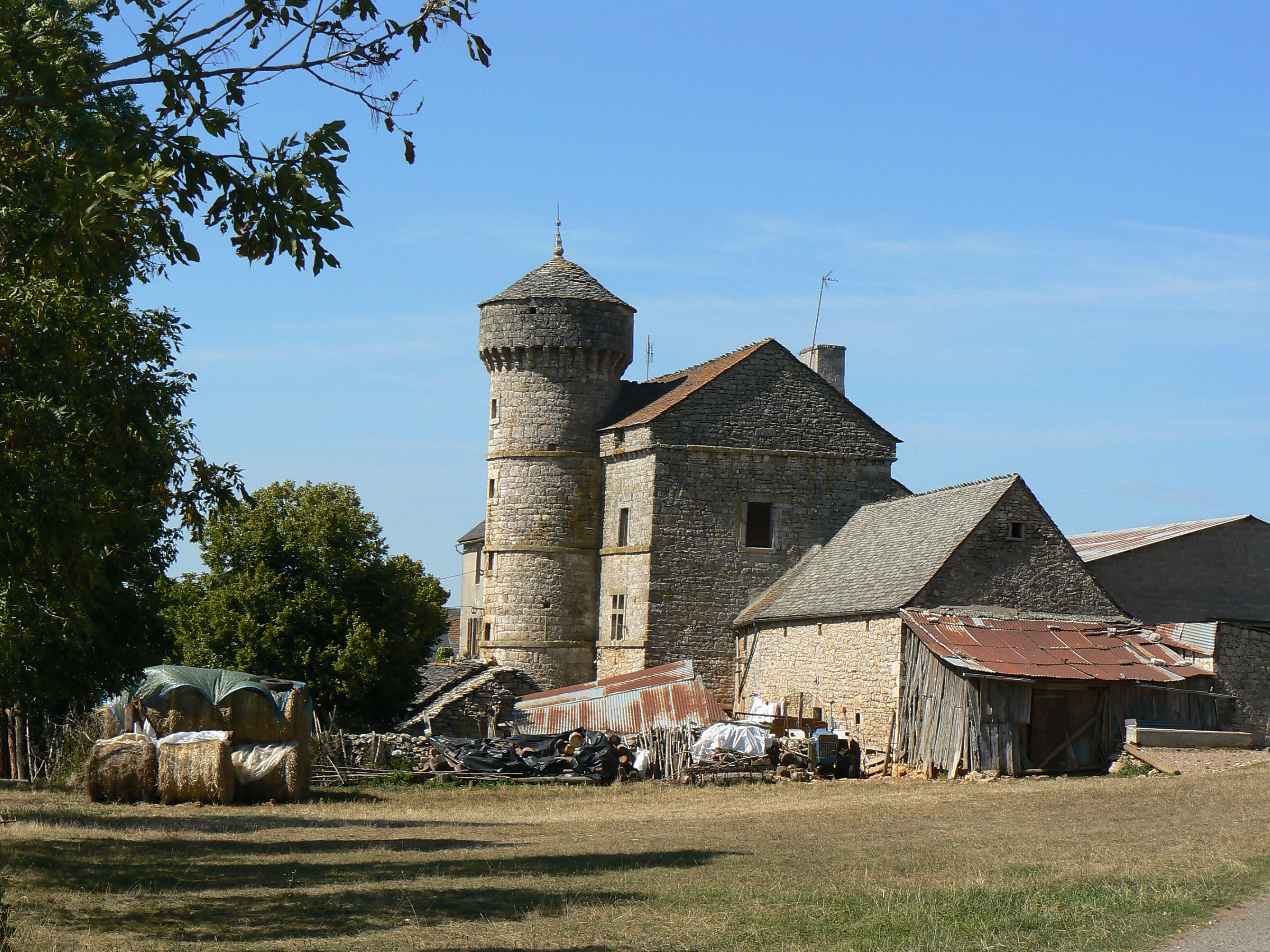
La ferme du Choizal.

Le village constitue grâce à son pont, un lieu de passage du Lot sur la route entre Mende et les Cévennes. Une activité agraire ancienne sur le causse de Sauveterre durant la période médiévale est attestée par la présence de la ferme fortifiée du Choizal mentionnée dès le XIIIe siècle. Des vestiges archéologiques probablement d'origine médiévale ont aussi été retrouvés au niveau du domaine de la Farelle (fragments de pierres tombales).
En 1485, l'évêque Clément de la Rovère repoussé par les consuls de Mende, qui barricadent les portes de la ville pour protéger leurs privilèges, se réfugie dans le château de Balsièges en attendant que la situation se calme.
Le château est assiégé pendant douze jours, pris et rasé en 1580 par le capitaine Huguenot Matthieu Merle au cours des guerres de religion. À la suite d'une crue endommageant le pont du village en 1705, les dernières ruines castrales sont réemployées dans sa reconstruction en 1709. Son implantation précise reste donc encore inconnue à ce jour mais il se situait vraisemblablement sur la rive gauche du Lot.
Au début du XVIIIe siècle, la paroisse de Balsièges compte 45 familles selon les mémoires historiques de Jean-Baptiste L'Ouvreleul. Selon cette même source, la commune est touchée en 1721 par l'épidémie de peste et compte 65 morts à Bramonas.
La chapelle troglodytique de l'Ermitage San Chaousou (Saint Joseph) surplombe le village de Balsièges au nord. Elle était un lieu de pèlerinage fréquenté au XIVe siècle, au XVIIe siècle et au XIXe siècle. Elle est détruite durant les guerres de religion puis la Révolution. Cependant, elle est reconstruite par les habitants et l'abbé Clavet qui la consacre en 1873. Depuis, un pèlerinage à l'occasion de la Saint-Joseph a lieu chaque année.
A l'est de la commune, le quartier du Luxembourg a été nommé ainsi puisqu'il était le lieu d'installation d'ouvriers luxembourgeois venus participer à la construction de la ligne de chemin de fer et de la gare de Balsièges mise en service le 3 mai 1884.

## Politique et administration

### Découpage territorial
La commune de Balsièges est membre de la communauté de communes Cœur de Lozère, un établissement public de coopération intercommunale (EPCI) à fiscalité propre créé le 14 décembre 2001 dont le siège est à Mende. Ce dernier est par ailleurs membre d'autres groupements intercommunaux.
Sur le plan administratif, elle est rattachée à l'arrondissement de Mende, à la circonscription administrative de l'État de la Lozère et à la région Occitanie.
Sur le plan électoral, elle dépend du canton de Bourgs sur Colagne pour l'élection des conseillers départementaux, depuis le redécoupage cantonal de 2014 entré en vigueur en 2015, et de la circonscription de la Lozère  pour les élections législatives, depuis le dernier découpage électoral de 2010.

### Liste des maires
| Période    | Période  | Identité         | Étiquette | Qualité       |
| ---------- | -------- | ---------------- | --------- | ------------- |
| avant 1968 | ?        | André Constans   | FGDS      | Médecin       |
| 2001       | 2008     | Jeanine Rouvière | PS        |               |
| 2008       | En cours | Philippe Martin  |           | Fonctionnaire |

## Démographie
L'évolution du nombre d'habitants est connue à travers les recensements de la population effectués dans la commune depuis 1793. Pour les communes de moins de 10 000 habitants, une enquête de recensement portant sur toute la population est réalisée tous les cinq ans, les populations de référence des années intermédiaires étant quant à elles estimées par interpolation ou extrapolation. Pour la commune, le premier recensement exhaustif entrant dans le cadre du nouveau dispositif a été réalisé en 2008.

En 2022, la commune comptait 587 habitants, en évolution de +7,9 % par rapport à 2016 (Lozère : +0,11 %, France hors Mayotte : +2,11 %).
| 1793 | 1800 | 1806 | 1821 | 1831 | 1836 | 1841 | 1846 | 1851 |
| ---- | ---- | ---- | ---- | ---- | ---- | ---- | ---- | ---- |
| 502  | 421  | 779  | 711  | 668  | 671  | 682  | 721  | 712  |

| 1856 | 1861 | 1866 | 1872 | 1876 | 1881 | 1886 | 1891 | 1896 |
| ---- | ---- | ---- | ---- | ---- | ---- | ---- | ---- | ---- |
| 672  | 631  | 614  | 566  | 611  | 794  | 611  | 540  | 543  |

| 1901 | 1906 | 1911 | 1921 | 1926 | 1931 | 1936 | 1946 | 1954 |
| ---- | ---- | ---- | ---- | ---- | ---- | ---- | ---- | ---- |
| 489  | 450  | 477  | 339  | 332  | 327  | 349  | 344  | 296  |

| 1962 | 1968 | 1975 | 1982 | 1990 | 1999 | 2006 | 2008 | 2013 |
| ---- | ---- | ---- | ---- | ---- | ---- | ---- | ---- | ---- |
| 328  | 365  | 352  | 313  | 428  | 508  | 513  | 515  | 535  |

| 2018 | 2022 | - | - | - | - | - | - | - |
| ---- | ---- | - | - | - | - | - | - | - |
| 555  | 587  | - | - | - | - | - | - | - |

## Économie

### Revenus
En 2018, la commune compte 243 ménages fiscaux, regroupant 570 personnes. La médiane du revenu disponible par unité de consommation est de 22 390 € (20 420 € dans le département).

### Emploi
|                | 2008  | 2013  | 2018  |
| -------------- | ----- | ----- | ----- |
| Commune        | 3,5 % | 4,5 % | 4,1 % |
| Département    | 5 %   | 6,4 % | 7,1 % |
| France entière | 8,3 % | 10 %  | 10 %  |

En 2018, la population âgée de 15 à 64 ans s'élève à 364 personnes, parmi lesquelles on compte 76,9 % d'actifs (72,8 % ayant un emploi et 4,1 % de chômeurs) et 23,1 % d'inactifs,. Depuis 2008, le taux de chômage communal (au sens du recensement) des 15-64 ans est inférieur à celui de la France et du département.
La commune fait partie de la couronne de l'aire d'attraction de Mende, du fait qu'au moins 15 % des actifs travaillent dans le pôle,. Elle compte 84 emplois en 2018, contre 99 en 2013 et 85 en 2008. Le nombre d'actifs ayant un emploi résidant dans la commune est de 268, soit un indicateur de concentration d'emploi de 31,3 % et un taux d'activité parmi les 15 ans ou plus de 62,3 %.
Sur ces 268 actifs de 15 ans ou plus ayant un emploi, 32 travaillent dans la commune, soit 12 % des habitants. Pour se rendre au travail, 94,8 % des habitants utilisent un véhicule personnel ou de fonction à quatre roues, 1,5 % s'y rendent en deux-roues, à vélo ou à pied et 3,7 % n'ont pas besoin de transport (travail au domicile).

## Culture locale et patrimoine

### Lieux et monuments
- le dolmen de Bramonas
- le dolmen de Changefège
- la ferme fortifiée du Choizal datant du XIIIe siècle.
- Église paroissiale Saint-Martin de Balsièges[45] mentionnée dès 1237. L'édifice est référencé dans la base Mérimée et à l'Inventaire général Région Occitanie[46].
- Église Saint-Pierre de Bramonas. L'édifice est référencé dans la base Mérimée et à l'Inventaire général Région Occitanie[47].
- la chapelle troglodyte de l'Ermitage San Chaousou (1873) donnant lieu à un pèlerinage annuel.
- le Lion de Balsièges, site naturel classé[48], rocher calcaire ayant une importance symbolique pour les Balsiégeois et Balsiégeoises.

### Balsièges et la télévision
La première saison (2008) de la série Hero Corp de Simon Astier et Alban Lenoir a été tournée sur la commune de Balsièges, dans les Palhers de Bramonas, près de la ferme fortifiée du Choizal.

### Personnalités liées à la commune
- Clément de la Rovère (1462-1504), évêque de Mende et comte de Gévaudan puis cardinal italien, s'y réfugie en 1485 en attendant de pouvoir prendre son poste face à la révolte des consuls Mendois[35].
- François de la Rovère (XVe-1524), évêque de Mende et comte de Gévaudan, décède le 16 mai 1524 dans le château de Balsièges.
- Alphonse Georges (1875-1951), général français, s'y cachera quelques jours en mai 1943 en attente d'un avion britannique devant l'amener en Algérie[49].

### Héraldique
| Balsièges | Le blasonnement est de sinople au pont en dos d'âne d'une arche et deux demies d'argent maçonné de sable, mouvant des flancs, posé sur une rivière aussi d'argent, surmonté d'un lion couché contourné du même, accompagné, en chef à dextre, d'un roc d'échiquier aussi d'argent et, à senestre, d'un écusson cousu d'azur au chêne arraché d'or, de quatre branches passées en double sautoir, sommé, à dextre, d'une mitre du même et, à senestre, d'une tête de crosse épiscopale contournée aussi d'or. |

En haut à droite, on retrouve les armes de la famille de la Rovère qui donna trois évêques à Mende : Julien, et ses neveux Clément et François. Le lion symbolise ici le rocher surplombant le bourg, et appelé « Lion de Balsièges ».